# Clement Baptista
Pour les articles homonymes, voir Baptista.
Clement Baptista est un peintre, directeur artistique et réalisateur indien né le 7 février 1916 à Bombay (Inde), mort dans la même ville le 23 août 1986.

## Biographie
Clement Baptista est diplômé des beaux arts et en peinture murale de la J. J. School of Art (en) à Bombay. Il y enseigne par la suite avant de rejoindre l'unité de film de l'armée en tant que directeur artistique pendant la guerre. Il crée ensuite avec Vishnu Vijaykar la société de production Hunnar Films.

## Filmographie
- 1956 : Destination Konkan
- 1957 : The Golden Leaf
- 1957 : Nepal Today
- 1957 : Mission of Love
- 1957 : Look to the Sky
- 1957 : The Golden Leaf
- 1957 : Delivering the Nation's Goods
- 1958 : The Tanners of Jharauta
- 1961 : The Telco Story
- 1964 : To Light a Candle
- 1964 : Song of Punjab
- 1965 : Kailash at Ellora
- 1965 : Indian Plastics
- 1965 : Handicrafts of Rajasthan
- 1966 : Inquiry
- 1968 : Islamic Architecture in India
- 1968 : Apathy
- 1969 : Dubbawalas
- 1970 : Glory of Pratishthan
- 1970 : Abhi Kal Hi Ki Baat Hai
- 1973 : Worth Waiting For
- 1973 : 1002 AD Khajoraho
- 1973 : Courtship in Kerala
- 1973 : Folk Dances of Gujarat
- 1973 : Glory of Elephanta
- 1973 : Goa Since Liberation
- 1973 : Kheda Operation
- 1973 : Life of Mahatma Gandhi
- 1973 : Pope Paul VI in India
- 1973 : Silver City
- 1973 : Story of Ganesha
- 1974 : Sahavari
- 1974 : A Magic That Continues
- 1976 : High Above the Dust
- 1976 : Destination Delhi
- 1982 : General Principle of Machine Guarding
- 1984 : Your Companion

## Récompenses
Clement Baptista s'est vu décerner deux récompenses lors des National Film Awards pour The Telco Story en 1962 dans la catégorie « film documentaire » et Inquiry en 1968 dans la catégorie « Meilleur film d'animation ».